# Jan Zając (polityk)
Jan Zając (ur. 2 września 1934 w Mircu) – polski rolnik i polityk, poseł na Sejm X kadencji.

## Życiorys
W 1958 ukończył studia w Wyższej Szkole Rolniczej w Olsztynie, gdzie uzyskał tytuł zawodowy inżyniera rolnictwa. Pracował w Wojewódzkim Związku Kółek i Organizacji Rolniczych w Gdańsku, później na kierowniczych stanowiskach w państwowych jednostkach rolnych województwa gdańskiego. W 1972 został dyrektorem Kombinatu Państwowych Gospodarstw Rolnych w Pruszczu Gdańskim.
Należał do Polskiej Zjednoczonej Partii Robotniczej, w 1989 uzyskał mandat posła na Sejm kontraktowy z okręgu tczewskiego. Na koniec kadencji należał do Parlamentarnego Klubu Lewicy Demokratycznej, zasiadał w Komisji Rolnictwa i Gospodarki Żywnościowej.

## Odznaczenia
- Krzyż Kawalerski Orderu Odrodzenia Polski (1986)
- Złoty Krzyż Zasługi (1978)